# ロマ音楽

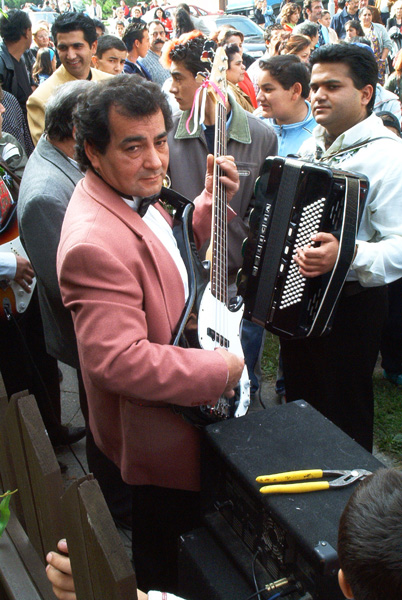
ロマ音楽家の結婚式演奏（チェコ共和国・2005年）

ロマ音楽（ロマおんがく）は、西アジアやヨーロッパなどで移動型の生活を送る、あるいは送っていたロマ民族（ジプシー）を中心に発達してきた音楽。

## 概要
ロマは北インドに起源を持つ移動型の民族であり、中近東、北アフリカ、ヨーロッパなどで生活している。ロマは西暦1000年以前には北インド、ラジャスタンを離れ、放浪生活に入っていったと考えられている。一方、現在もラジャスタンで演奏家や旅芸人として生活しているロマもいる。ロマは以前は「ジプシー」と呼ばれていたが、ポリティカル・コレクトネスのため「ロマ」と呼称が変更された。
ロマは各地を放浪し、音楽の演奏やダンスなどを行う旅芸人として生計を立ててきた。彼らによってもたらされた音楽は、現地の音楽に影響を与え、また影響を受け、相互に発展してきた歴史がある。ロマは北インドをたった後、イラン、イラク、アルメニア、その他中近東に現れるようになった。西暦1050年頃には既に、コンスタンティノポリスで音楽の演奏をしていたと考えられている。15世紀ごろにはエジプト、スーダン、ブルガリア、ルーマニア、ハンガリー、ギリシャ、クロアチア、マケドニア、セルビアなどへと居住地を拡大、やがてヨーロッパ全域へと広がっていった。スペインのフラメンコの原型もロマの音楽とダンスであったと考えられるなど、彼らは放浪先の中近東やヨーロッパ各地の音楽文化に強い影響を与えてきた。
ロマの音楽の大きな特徴として、テンポや強弱の激しい変化や交替、細やかなリズムや奔放な修飾、ソウルフルなヴォーカル、そして音高をすべるように移動するグリッサンドの多用などが挙げられる。音階の上では、和声的短音階の第4音を半音高くして二つの増二度音程を持つ独特の音階（ハンガリー音階などと呼ばれる）が用いられることが多いのも特徴である。

## 各地のロマ音楽

### ルーマニア
ルーマニアのロマ音楽奏者はラウタリと呼ばれ、そのバンドはタラーフ(taraf)と呼ばれる。タラーフの主な構成はフィドル、ツィンバロム、アコーディオン、コントラバスなどからなる。ワールド・ミュージックのジャンルで、ファンファーレ・チョカルリア やタラフ・ドゥ・ハイドゥクスは、国際的な知名度をもっている。マネーレはロマ音楽の影響を受けた現代の音楽としてルーマニアはじめバルカン半島で盛んになっているジャンルである。
著名なロマのソロ・ミュージシャンには、次のような人物がいる。
- ロミカ・プチャヌ（英語版）女性歌手
- ニコラエ・グッツァ（英語版）男性歌手
- サンドゥ・チョルバ（英語版）男性歌手。ほとんどの楽曲をロマ語で歌う。

### フランス
フランスのロマは、スペイン由来のグループ(ルンバ・ヒターナ rumba gitana) と、マヌーシュ、あるいはドイツ起源のグループに分けられる。前者にはジプシー・キングス、後者にはジャンゴ・ラインハルトが有名である。

### インド
インド北部のラジャスタン地方はロマの故地であり、現在でもロマが音楽やジャグリングなどのショーをする旅芸人として住んでいる。

### トルコ

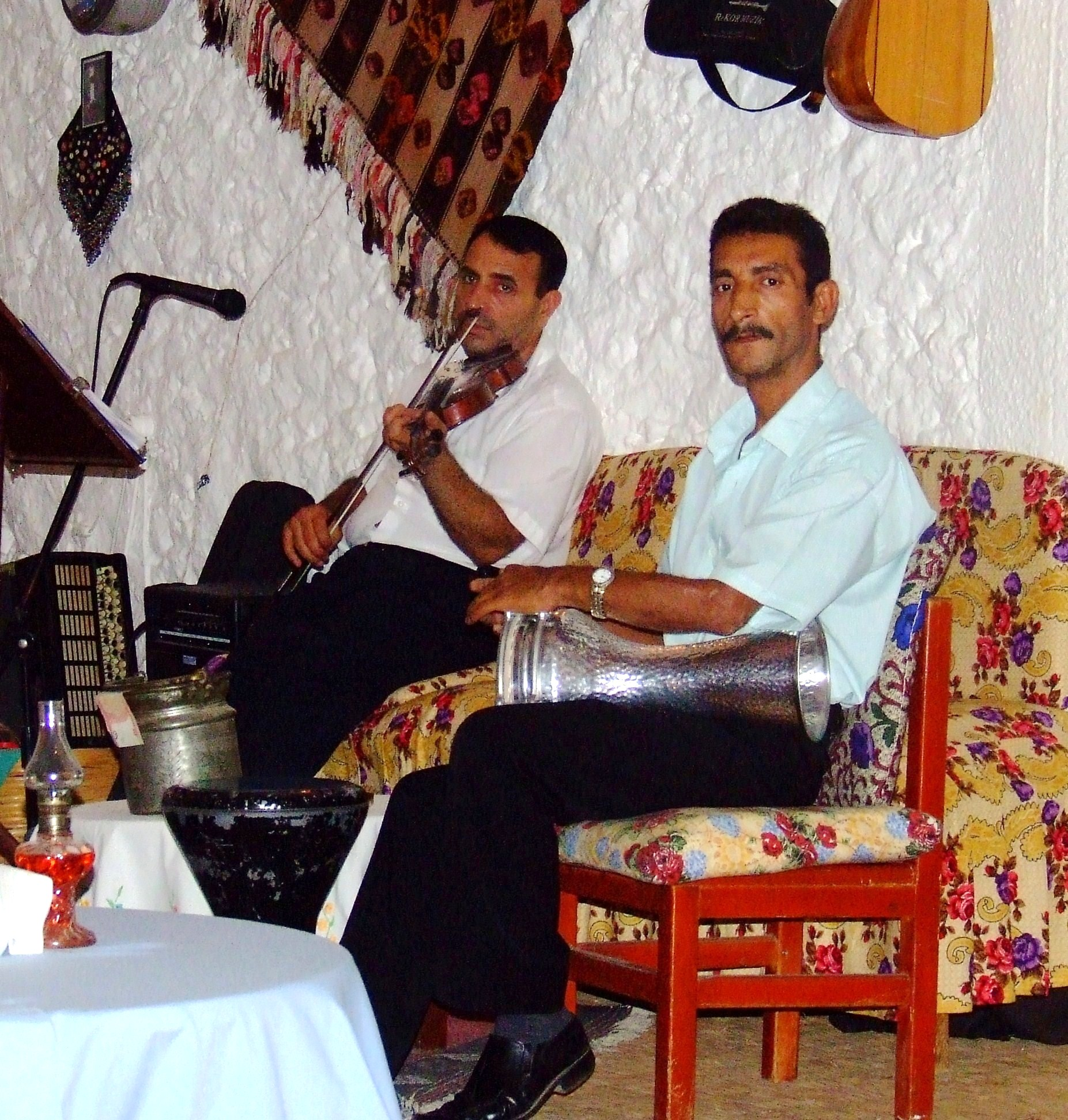
トルコの演奏家

トルコは西暦1000年ごろからロマが住んでおり、さまざまな音楽が生み出されてきた。こんにち、トルコのロマの音楽はベリーダンスの音楽としてよく知られている。
ファスル(Fasıl)は軽快な伝統音楽で、主にクラリネット、バイオリン、ダラブッカ、カーヌーンなどが使用される。チフテテリは、激しいベリーダンスと比べて、よりスローテンポでゆったりとしたダンスである。古代アナトリア半島に起源を持つといわれているが、その発展には多くのロマが関わっている。
ベリーダンスやファスルのショーはレストランやナイトクラブで披露される。

### マケドニア
チョチェクは、ブルガリアではキュチェクと呼ばれ、サクソフォンやクラリネット、そして第一次世界大戦以降盛んになったブラスバンド形式の演奏、およびダンスである。チョチェクの音楽は9/8拍子を大きな特徴とする躍動感のあるもので、マケドニア共和国からは多くの世界的に有名な奏者を輩出している。代表的な音楽家には、女性歌手のエスマ・レジェポヴァ、ブラス・バンドのコチャニ・オルケスタルがいる。

### アルバニア
アルバニアでは、ロマの音楽と現地の音楽がむすびつき、タラバと呼ばれるジャンルを形成している。タラバは中東の影響を濃く受けついた特徴的な音楽で、ドラムス、そしてダフが使用される。タラバはロマのみならず非ロマ系のミュージシャンも多く、アルバニアでは人気のある音楽となっている。

### セルビア
セルビアのロマは主に南セルビアに多く住み、オスマン帝国の軍楽隊の音楽に由来する、ブラスバンド形式の音楽で知られている。主な奏者としてボバン・マルコヴィッチが知られている。(

"Kecarac kolo" "Sunen romalen, sunen cavalen")

### ギリシャ
ギリシャはオスマン帝国支配下でトルコと共通の文化圏に属しており、ギリシャのロマの音楽にはトルコからの影響の要素が強い。希土戦争の影響でアナトリア半島のイズミルからギリシャ本土に移ったギリシャ人によってもたらされたチフテテリなどが有名。

### ブルガリア
多くのロマ人口を抱えるブルガリアでは、ロマの音楽は大変盛んであり、パーティーや結婚式などでたびたび演奏される。ロマの演奏するキュチェクは、チャルガの起源としても知られている。

### ハンガリー
ロマの音楽の影響力は特にハンガリーにおいて顕著であり、人口の上では多数派であるマジャル人を差し置いて、ロマの音楽がハンガリーの代表的な音楽と見做されるに至っている。ヨーロッパでは“ハンガリーの音楽”という言葉がロマの音楽と混同して用いられる傾向さえある（リストの「ハンガリー狂詩曲」やブラームスの「ハンガリー舞曲」などはそうした例である）。特にチャールダーシュと呼ばれる舞曲がハンガリーのロマを代表する音楽として親しまれている。
しかし近年、音楽家の登録にクラシックの試験が課せられるようになってからロマ音楽家は減っており、ロマ音楽が必要なイベント（結婚式など）では隣国のルーマニアからミュージシャンを招いてまかなっているという側面がある。バイオリニストの ロビー・ラカトシュ、ヤーノシュ・ビハリなどの奏者が知られている。

### ロシア
ロシアの音楽においてもロマは重要な役割を果たしてきた。ロマがロシアに移住するようになったのは15〜16世紀頃といわれている。エカチェリーナ2世の時代に大きく発達し、彼らの楽団は町のレストランなどにも出演するようになった。19世紀にはより洗練されたものに進化し、モスクワやペテルブルクで持て囃されるアンサンブルも出現した。七弦ギターやフィドルの伴奏にのせて野太い声でソウルフルに歌うスタイルを特徴とする。ロシア革命までは大きく栄えたが1930年代になるとソヴィエト政府の方針によりロマの音楽は排斥されるようになった。
Jean Goulescoやピョートル・レスチェンコなどの奏者が知られている。

### スペイン
スペインのロマ音楽は、その人気が一般化したフラメンコ音楽によって広く世界的にしられている。フラメンコはスペイン南部のアンダルシア地方で生まれ、ロマの文化と関連づけられてとても良く知られている。スペインのロマはヒタノ(Gitanos)と呼ばれ、多くの有名なフラメンコ・アーティストを生み出してきた。しかし、実際にはフラメンコは純粋なロマの音楽というよりは、アンダルシア地方の土着音楽に由来するところが大きい。もっとも、その発展には多くのロマのアーティストたちが関わってきてはいる。

## クラシック音楽への影響
ロマの音楽はヨーロッパのクラシック音楽にも大きな影響を与えてきた。特にロマン派以降の作曲家にロマの音楽に触発された作品が多く見られる。代表的な作品として以下のようなものがある。
- ハンガリー狂詩曲（フランツ・リスト）
- ハンガリー舞曲（ヨハネス・ブラームス）
- ツィゴイネルワイゼン（パブロ・デ・サラサーテ）
- チャールダーシュ（ヴィットーリオ・モンティ）
- ツィガーヌ（モーリス・ラヴェル）